# استان دقهلیه
استان دَقَهلیه (به عربی: محافظةالدقهلیة) یکی از استان‌های کشور مصر است.
مساحت این استان ۶٬۰۰۰ کیلومتر مربع و جمعیت آن پیرامون ۵ میلیون نفر است و در شمال شرقی قاهره واقع شده است.
مرکز این استان شهر منصوره و شهرهای اصلی آن میت غمر، بلقاس و منزله هستند.
برخی از بزرگان مصری در زمینه‌های علمی، مهندسی، پزشکی و هنر از این استان برخاسته‌اند.
مرکز بیماری‌های کلیوی واقع در منصوره به عنوان بهترین مرکز کلیه‌شناسی در قاره آفریقا شناخته شده است.

## تاریخ
- جنگ منصوره
- جنگ دندیط
- جنگ جمالیه
- کشتار میت‌القرشی

## تقسیمات اداری
استان دقهلیه دارای ۱۴ شهرستان و ۳ شهر و ۱۱۰ دهستان است. این استان ۳۳۶ روستا و ۲۰۷۲ آبادی کوچک دارد.

### شهرها و شهرستان‌ها
| استان     | شهرستان     | جمعیت (۲۰۰۱) | مساحت (کیلومتر²) | تراکم جمعیت (نفر/کیلومتر²) |
| --------- | ----------- | ------------ | ---------------- | -------------------------- |
| دقهلیه    | منزله       | ۶۵۶۰۰        | ۱۶۱۰۵            | ۱۵۴                        |
| دقهلیه    | جمالیه      | ۶۳۹۰۰        | ۱۹۱۳۰            | ۱۹۰                        |
| دقهلیه    | دکرنس       | ۹۸۲۰۰        | ۱۵۱۵۲            | ۲۴۷                        |
| دقهلیه    | میت غمر     | ۱۱۱۰۰۰       | ۱۵۳۵۹            | ۱۶۸                        |
| دقهلیه    | جمصه        | ۴۸۷۲۶۲۲      | ۱۰۸۰۷            | ۴۵۱                        |
| دقهلیه    | اجا         | ۱۶۹۰۰        | ۱۱۳۹۱            | ۳۸۷                        |
| دقهلیه    | بلقاس       | ۹۶۲۰۰        | ۲۱۷              | ۱۶۹۸۸                      |
| دقهلیه    | سنبلاوین    | ۷۹۳۰۰        | ۱۱۸۲۳            | ۲۹۴                        |
| دقهلیه    | شربین       | ۵۱۱۰۰        | ۱۶۰۲۹            | ۱۶۰                        |
| دقهلیه    | طلخا        | ۱۰۶۳۰۰       | ۸۷۲۷             | ۴۸۳                        |
| دقهلیه    | منصوره      | ۴۰۲۴۰۰       | ۱۷۶۵۸            | ۱۹۹                        |
| دقهلیه    | منیه النصر  | ۵۳۲۰۰        | ۱۸۴۳۲            | ۱۹۰                        |
| دقهلیه    | بنی عبید    | ۲۹۰۰۰        | ۹۶۹۹             | ۲۷۴                        |
| دقهلیه    | میت سلسیل   | ۳۲۴۰۰        | ۱۴۲۴۰            | ۲۲۷                        |
| دقهلیه    | کردی        | ۲۶۵۹۶۶۱      | ۱۳۰۷۶            | ۲۰۳                        |
| دقهلیه    | تمی الامدید | ۱۲۸۰۰        | ۷۹۵۶             | ۲۹۴                        |
| دقهلیه    | مطریه       | ۳۰۵۴۹۴۱      | ۱۷۶۲۶            | ۱۷۳                        |
| دقهلیه    | نبروه       | ۳۵۰۶۶۷۰      | ۷۴۹۳             | ۴۶۸                        |
| جمع استان |             | ۷۷۶٬۴۰۳      | ۴٬۴۸۲٫۸          | ۱۶۹۸۸                      |

## بزرگان دقهلیه
| - نویسنده: انیس منصور - خواننده سرشناس: ام کلثوم - نویسنده: احمد لطفی السید - نویسنده: رفعت السعید - شاعر: محمد التابعی - تندیسگر: محمود مختار - موسیقیدان: ریاض السنباطی - شاعر: کامل الشناوی - هنرمند: عادل امام - استاد جاد الحق علی جاد الحق، از شیخ‌های پیشین دانشگاه الازهر - داستان‌نویس و سیاست‌مدار: محمد حسین هیکل | - هنرمند: یونس شلبی - قاری قرآن: شیخ شحات محمد انور - زمین‌شناس فاروق الباز - استاد عادل کفافی - شیخ بزرگ: محمد متولی الشعراوی - پزشک بزرگ: محمد غنیم - بیگ‌باشی عبداللطیف البغدادی - شاعر علی محمود طه - شیخ محمد السنجیدی |  |

## مکان‌های گردشگری
- خانه ابن لقمان
- دیر دمیانه
- کنیسه قدیس مارجریس
- موزه حسن طوبار
- باغ شجره‌الدر
- تفریحگاه جمصه